# Franz von Jackowski
Franz Xawer von Jackowski (poln. Franciszek Jackowski)  (* 1885 in Nadziejewo bei Schroda; † 1974 in Amtzell) war ein deutscher Landschaftsmaler.

## Leben und Wirken
Franz von Jackowski war das Kind einer wohlhabenden Landbesitzerfamilie in Nadziejewo (Großpolen). Er wollte schon als Kind Maler werden und nicht als Großgrundbesitzer leben. 
In den Jahren 1906 bis 1910 besuchte er die Kunstakademie in Breslau und war dort Schüler von Carl Ernst Morgenstern (1847–1928). 
Danach setzte er das Studium an der Berliner Akademie fort und später studierte er an der Kunstakademie München Bildende Kunst. Er hielt sich auch in der Künstlerkolonie Murnau auf, in der er auf von der Alpenlandschaft faszinierte Maler traf. Im Ersten Weltkrieg wurde er zum Kriegsdienst eingezogen. 

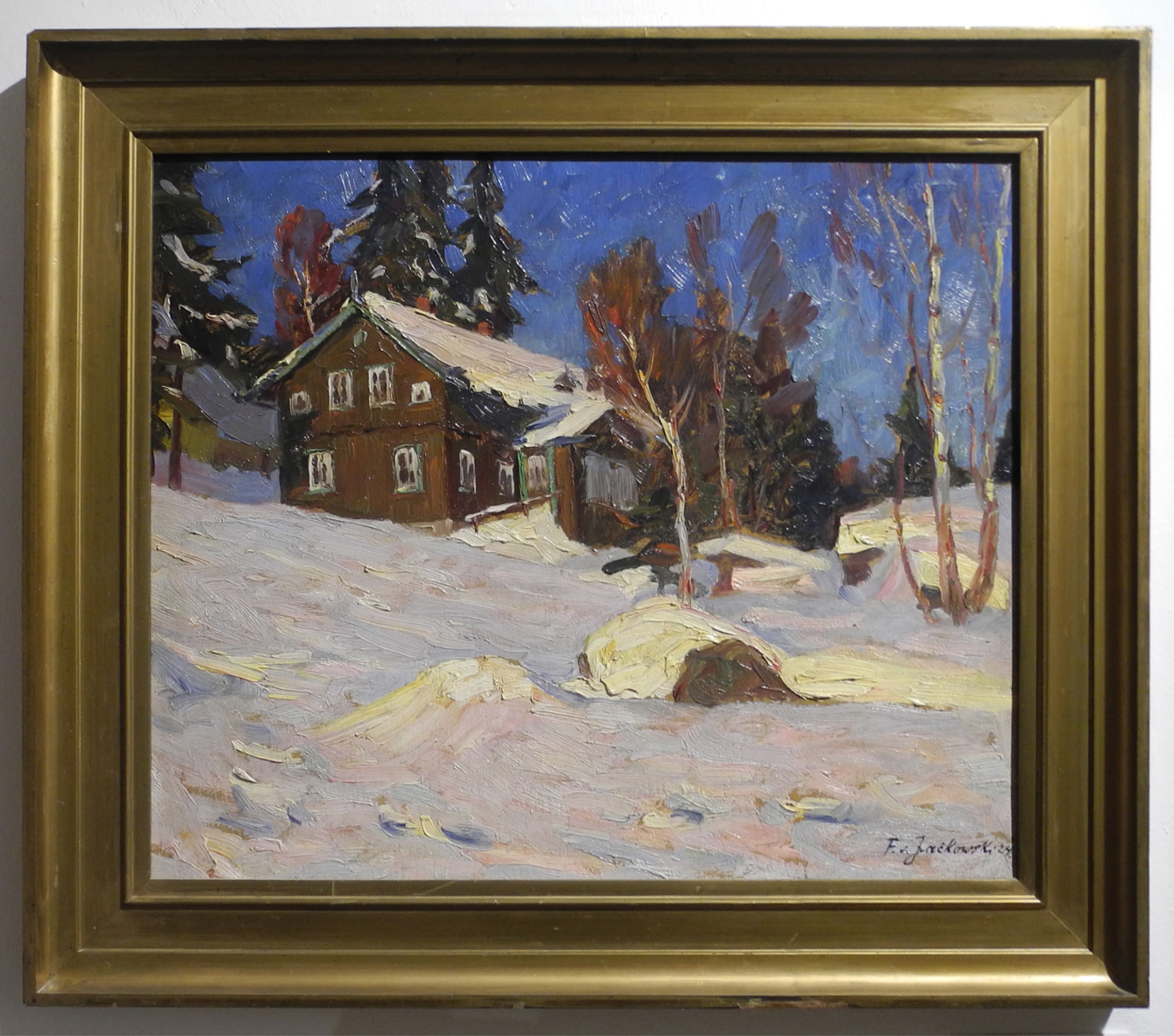
Winterlandschaft von Franz von Jackowski

Am 25. November 1917 heiratete er in Vehne (Jerzykowo) bei Posen Frau Gabriela Ludowika Baronin von Mattencloit-Ubelli. Ab 1920 lebte er mit seiner Frau in Schreiberhau (Szklarska Poręba), Friedrichsweg 22, jetzt ul. Turystyczna 22, weil er sich mit dem Milieu der Maler aus dem Riesengebirge verbunden fühlte. Hier war er Mitbegründer der Künstlervereinigung St. Lukas. 
Seine Liebe zum Riesengebirge war aber bereits um 1895 entstanden, als er noch als Kind bei seinem Onkel in Hirschberg (Jelenia Góra) zu Besuch war. 
Im Jahr 1922 unternahm er zusammen mit den Malern Hans Emil Oberländer (1885–1944) und Alfred Nickisch (1872–1948) eine Studienreise nach Italien, wo ihm die Insel Capri besonders gefiel. Er brachte von der Reise viele Skizzen und Gemälde nach Schreiberhau mit. 
Franz von Jackowski besuchte zusammen mit Alfred Nickisch öfter die Neue Schlesische Baude, um im Freien zu malen. Die Werke, die die Künstler im Verkaufsraum der Baude anboten, erfreuten sich bei Touristen großer Beliebtheit. Er war auch ein aktiver Fotograf und hielt zahlreiche Berglandschaften fotografisch fest. Im Jahr 1924 erhielt er bei einem Fotowettbewerb zum Thema Wandern im Riesengebirge eine Auszeichnung. 
Erst 1957 verließ er Szklarska Poręba und das Riesengebirge, zusammen mit seiner Frau und der Hündin Dinah erfolgte die Übersiedlung nach Amtzell bei Wangen im Allgäu.

### Künstlerische Ausrichtung
Franz von Jackowski begann seine künstlerische Laufbahn mit  impressionistischer Malerei, wobei er volle, warme Farben verwendete. Seit seiner Italienreise, von der er zahlreiche Landschaftsstudien mitbrachte, malte er mit Temperafarben, die die Komposition und die Atmosphäre des Südens stark betonten. 
Ab Ende der 1920er Jahre wandte er sich dem Expressionismus zu. In den Werken dieser Zeit behielt der Maler aber die traditionelle Anordnung der Komposition bei. Er verwendete keine extrem scharfen Farbkontraste, sondern wählte auf den einzelnen Bildflächen Kombinationen heller, wärmerer Farben. Er war 1922 an der ersten Ausstellung der Künstlervereinigung St. Lukas in der Lukasmühle in Schreiberhau beteiligt. 
Seine am häufigsten gewählten Landschaftsmotive waren die Bergansichten im Riesengebirge. Besonders beliebt waren seine Landschaftsbilder mit der Darstellung des Reifträgers (Szrenica) bzw. der Schneegruben.

## Werke (Auswahl)
Zahlreiche Werke werden im Kunsthandel genannt.
- Szene im Park, Öl auf Leinwand
- Im Flusstal, Öl auf Leinwand
- Frühlingsansicht der Schneegruben, 1929, Öl auf Pappe
- Herbstlandschaft, Öl auf Leinwand
- Winterlandschaft, Öl auf Leinwand
- Blick zur Schneekoppe, Öl auf Leinwand[4]
- Schneegruben, Öl auf Leinwand[5]
- Landschaft, Öl auf Leinwand
- Riesengebirgslandschaft, 1930[6]
- Mediterrane Landschaft mit Pinien, 1947, Tempera, Papier auf Karton[7]
- Schloss Grafenort in der Winternacht (Gorzanów), 1940–1950, Öl auf Leinwand